# Concelho (Astúrias)

Mapa com os limites dos 78 concelho do Principado de Astúrias

Concelho (em asturiano: conceyu) é a denominação dos municípios do Principado das Astúrias, Espanha.
Na constituição do Principado das Astúrias como comunidade autónoma, o seu território ficou integrado pelos termos municipais dos 78 concelhos da província das Astúrias.

## Etimologia
O termo concelho procede da palavra latina concilĭum, que significa reunião. O concelho era a assembleia de vizinhos, que na Idade Média, participavam no governo e administração de cidades, vilas e paróquias, na Península Ibérica.

## Legislação
O parágrafo 1 do artigo 6 do Estatuto de Autonomia das Astúrias recolhe que os seus municípios receberão a denominação de concelhos, nome tradicional dos mesmos:

O Principado das Astúrias organiza-se territorialmente em municipios, que receberam a denominação tradicional de Concelhos, e em Comarcas.— Art. 6.1 do Estatuto de Autonomía de Asturias
A diferença de outras comunidades autônomas, o Principado de Astúrias não tem aprovado nenhuma lei geral de administração local. Em mudança, sim, conta com leis relativas à criação de comarcas, à regulação da demarcação territorial de termos municipais e ao reconhecimento da personalidade jurídica das paróquias rurais.

## Divisões
A paróquia (collación) tem sido a divisão geográfica tradicional do território do Principado das Astúrias, como Galiza. Modernamente paróquia é a denominação que recebem as entidades coletivas de população nestas duas comunidades autônomas. Desta maneira, a paróquia é uma divisão demográfica dos concelhos asturianos. As superfícies alocadas às paróquias carecem de caráter oficial, ao não terem sido realizadas por organismo competente algum. Têm carácter oficial, as denominadas paróquias rurais, que são como se chamam no Principado das Astúrias às entidades de âmbito territorial inferior ao município, que gozam de personalidade jurídica própria diferente ao concelho ao que pertencem.

## Agrupamentos
Os 78 concelhos asturianos estão agrupados na Federação Asturiana de Concelhos, uma entidade com plena e pública personalidade jurídica e sem fins lucrativos.
Assim mesmo alguns deles formam mancomunidades para a prestação de serviços conjuntos a todos os concelhos que as formam.

## Geografia física
Os concelhos asturianos têm, por meio-termo, uma verdadeira dimensão territorial e populacional, em comparação com o resto dos municípios da Espanha. Não obstante, existe uma grande variedade entre eles mesmos, devido às suas diversas origens e sua evolução histórica.

### Superfície
No relativo à superfície, o concelho médio asturiano tem uma superfície de 136 km². Este valor duplica comparado à média espanhola, 62 km², e é o segundo valor mais elevado da Espanha, só por trás da Região de Múrcia (251 km²).
A distribuição não é uniforme já que há 43 municípios que não atingem os 100 km², sendo os menores, Muros de Nalón e Noreña, que não atingem os 10 km². Por contra, o concelho de Cangas del Narcea tem uma superfície de 823 km², que o convertem no vigésimo primeiro dos municípios espanhóis por superfície.
Este considerável tamanho faz o número de municípios seja inferior em comparação a outras províncias. Assim, a província de Barcelona com uma superfície menor à de Astúrias tem 311 municípios. E Salamanca, com uma superfície algo superior à de Astúrias, quase quintuplica o número de municípios, com 362.

### População
Com respeito à população, a média dos concelhos asturianos estão muito acima da média espanhola quanto a número de habitantes. A distribuição é muito desigual, com 4 municípios, Gijón, Oviedo, Avilés e Siero acima dos 50.000 habitantes, que supõem, em conjunto, mais a metade da população de Astúrias (2009).
Relacionado com a sua superfície e com o característico povoamento disseminado do noroeste peninsular, os concelhos asturianos têm uma das densidades de assentamento mais elevadas da Espanha, por trás da Galiza. No ano 1986 tinha 31.326 entidades em Galiza (49,75% do total de Espanha) e 7.009 em Astúrias (11,13%).
Astúrias contava no ano 2009 com 6943 entidades singulares de população, o que significa uma média por concelho de 89 entidades. Em conjunto equivale a uma entidade a cada 1,53 km². Nos municípios asturianos destaca Mieres com 520 entidades de população, o que unido às suas 146,03 km² de superfície equivalem a 1 entidade a cada 0,28 km².

## História

### Origem
Alguns concelhos, como Valdés ou Siero, têm a sua origem nos foros e cartas de foro concedidos pelos monarcas leoneses e castelhanos, principalmente Afonso IX de Leão ou Afonso X de Leão e Castela. Nestes documentos reais fixavam-se jurisdições ou alfozes cujos limites coincidem com os dos municípios atuais.
Por outra parte, no ocidente existem vários concelhos, como Tapia de Casariego e Castropol, cuja origem são obispalias, jurisdições do senhorio da Igreja de Oviedo e seus bispos.
Mais modernamente, a origem imediata de alguns concelhos está na segregação de outros maiores.

### Evolução histórica
Segundo o censo de Floridablanca em 1787 tinha 66 concelhos no então denominado como Principado das Astúrias, Corregimento de Oviedo, Intendència de Leão. Esses 66 concelhos abarcavam o território moderno do Principado das Astúrias, com a excepção dos atuais concelhos de Peñamellera Alta, Peñamellera Baja e Ribadedeva, integrados com motivo da divisão territorial de Espanha em 1833. Dos concelhos atuais não apareciam:
- Tapia de Casariego e Vegadeo, incluídos em Castropol;
- Villayón, incluído em Návia;
- Cudillero, Muros de Nalón e Soto del Barco, incluídos em Pravia;
- Castrillón e Illas, incluídos em Avilés;
- Noreña, incluído em Siero;
- Degaña, incluído em Ibias.
- Santo Adriano, incluído em Proaza;
- Mieres, incluído em Lena; e
- San Martín del Rey Aurelio, incluído em Langreo.

Por outra parte recolhe os concelhos já desaparecidos de:
- Ribera de Abajo, Tudela e Olloniego integrados em Oviedo; e
- Salime, integrado em Grandas de Salime.

Na obra de Pascual Madoz Dicionário geográfico-estatístico-histórico de Espanha e suas posses de Ultramar (1845–1850) a então chamada província de Oviedo, com o título de Principado das Astúrias aparece com uma divisão municipal consistente em 77 prefeituras ou concelhos. Nesta enciclopédia, os concelhos atuais que não aparecem são:
- Os de Peñamellera Alta e Peñamellera Baja, que integravam o concelho de Peñamellera;
- Tapia de Casariego incluído em Castropol;
- Villayón, incluído em Navia;
- Degaña, incluído em Ibias.

A sua vez seguem aparecendo os Ribera de Abaixo e Tudela. Também aparece o de Leitariegos, incluído no de Cangas de Tineo.
No censo de 1860, o concelho de Tudela integra-se no de Oviedo, ocorrendo o mesmo com o de Ribera de Abaixo no de 1897. Neste mesmo censo as Peñamelleras (Alta e Baja) criam-se por segregação do concelho de Peñamellera. Entre ambos censos, em 1877, segregam-se os de Villayón e Degaña.
A última variação no número de concelhos no Principado das Astúrias foi em 1925, com a integração do conselho de Leitariegos no concelho de Cangas del Narcea. Desta maneira reduziam-se de 79 a 78.